# فأر كوفورد العشبي
فأر كوفورد العشبي (الاسم العلمي: Akodon kofordi) نوع من القوارض من فصيلة القداديات، متوطن في بيرو وبوليفيا. أخذ اسمه من الأحيائي الأمريكي كارل باكنغهام كوفورد.